# Wilhelm Treue
Wilhelm Treue (né le 18 juillet 1909 à Berlin et mort le 18 octobre 1992 à Göttingen) est un historien économique et social allemand.

## Biographie
Loyalty, fils d'un sous-officier, étudie l'histoire et la biologie à l'Université Frédéric-Guillaume de Berlin à partir de 1928. Ses professeurs universitaires importants sont Ernst Perels (de), Hermann Oncken et surtout Fritz Hartung. En 1932, il obtient son doctorat avec la thèse Die deutsche Landwirtschaft zur Zeit Caprivis und ihr Kampf gegen die Handelsverträge. Treue s'habilite en 1937 à la faculté de philosophie de l'Université de Berlin avec la thèse Wirtschaftspolitik und Wirtschaftszustände in Preußen 1815–1825, mais sans recevoir l'autorisation d'enseigner car il n'appartient à aucune organisation nazie.
Dans les années 1930, Treue travaille temporairement comme éditeur pour les maisons d'édition Ullstein et Propyläen (de), plus tard, il travaille pour le département d'histoire de la guerre de la Marine. Brièvement interrompu par le service militaire actif en 1939, il enseigne l'histoire navale à l'académie navale de Mürwik à Flensbourg-Mürwik à partir de 1943.
Dans la période qui suit immédiatement la Seconde Guerre mondiale, Treue est dans une certaine mesure un représentant d'une science résolument apolitique qui prône l'intégration rapide des partisans nazis. À Göttingen, cependant, il appartient, aux côtés d'autres historiens plus jeunes tels que Werner Conze et des collègues plus âgés tels que Hermann Heimpel et Percy Ernst Schramm, à un cercle qui fait d'importantes réflexions sur un nouveau départ méthodologique du sujet après le national-socialisme. Ses déclarations lors de la première Journée de l'historien allemand après 1945 montrent qu'il est également très politique. Il critique l'absence d'une déclaration fondamentale sur les "bouleversements" de ces dernières années. Il traite également du national-socialisme dans ses livres. En 1952, avec Günther Frede, il publie le volume Wirtschaft und Politik 1933–1945, qui paraît également dans une édition destinée aux enseignants. Dans son livre Kunstraub, publié en 1957, il est l'un des premiers historiens à traiter le sujet du vol d'art national-socialiste dans le chapitre Kunstraub am eigenen Volk und an fremden Nationen.
De 1958 à 1985, Treue est directeur à temps partiel des archives internes de la banque privée Sal. Oppenheim. En 1983, il publie le livre Das Schicksal des Bankhauses Sal. Oppenheim junior & Cie. und seiner Inhaber im Dritten Reich dans la Zeitschrift für Unternehmensgeschichte (de). Son collègue Gabriele Teichmann devient son successeur vers 1989.
Treue enseigne comme chargé de cours à Göttingen, Würzburg, Oxford, dans une université d'Afrique du Sud et à Hanovre. En 1948, il y reçoit une chaire extraordinaire. Depuis 1954, il occupe la chaire d'histoire et est également directeur du séminaire historique. Il occupe les deux postes jusqu'à sa retraite en 1975. À partir de 1978, Treue enseigne pendant encore dix ans en tant que professeur honoraire à Salzbourg. Le 11 décembre 1984, il reçoit un doctorat honorifique de l'Université de Salzbourg.
Les intérêts scientifiques de Treue sont multiples. Ils comprennent l'histoire technique, économique, politique et culturelle. Il attache une importance particulière à la promotion de l'histoire économique, sociale et technologique. En 1955, il fonde la revue Tradition. Zeitschrift für Firmengeschichte und Unternehmerbiographie. Celle-ci est absorbée en 1974, à la demande de Treue, par la Société pour l'histoire de l'entreprise, qui est l'éditrice de la revue Zeitschrift für Unternehmensgeschichte.
Loyalty participe également à la création du groupe de travail d'histoire sociale moderne (de). En 1968, sur sa suggestion, des représentants de la science et des radiodiffuseurs publics fondent le Groupe d'étude sur la radiodiffusion et l'histoire (de), dont il est le président pendant de nombreuses années. Loyalty écrit des histoires d'entreprise pour, entre autres, MTU Friedrichshafen, pour Sal. Oppenheim et pour Esche Schümann Commichau (de). La publication commémorative Wissenschaft, Wirtschaft und Technik. Studien zur Geschichte. Wilhelm Treue zum 60. Geburtstag est édité par Karl-Heinz Manegold et est publié en 1969 par Bruckmann-Verlag à Munich.

## Publications (sélection)
- Wirtschaft, Gesellschaft und Technik in Deutschland vom 16. bis zum 18. Jahrhundert (= Gebhardt: Handbuch der deutschen Geschichte (de), 9. Aufl., hrsg. von Herbert Grundmann (de), Taschenbuchausgabe, Bd. 12). Deutscher Taschenbuch-Verlag, München 1999 (7. Auflage).
- Gesellschaft, Wirtschaft und Technik Deutschlands im 19. Jahrhundert (= Gebhardt: Handbuch der deutschen Geschichte, 9. Aufl., hrsg. von Herbert Grundmann, Taschenbuchausgabe, Bd. 17). Deutscher Taschenbuch-Verlag, München 1999 (11. Auflage).
- (Hrsg.) Preußens großer König. Leben und Werk Friedrichs des Großen, Ploetz, Freiburg 1986,  (ISBN 3-87640-190-9).
- Das Schicksal des Bankhauses Sal. Oppenheim junior & Cie. und seiner Inhaber im Dritten Reich. Steiner, Wiesbaden 1983 (= Zeitschrift für Unternehmensgeschichte (de), Beiheft 27).
- Hrsg. mit Hanswilly Bernartz: Geschichte der französischen Marine. Mittler, Herford 1982 (= Schriftenreihe der Marine-Akademie, Band 3),  (ISBN 978-3-8132-0151-2).
- Wirtschaftsgeschichte der Neuzeit: 1700–1972. Kröner, Stuttgart 1973 (2 Bände; 3. stark erweiterte Auflage).
- Die Feuer verlöschen nie – August Thyssen-Hütte. Band 1: 1890–1926. Econ, Düsseldorf 1969.
- mit Helmut Uebbing: Die Feuer verlöschen nie – August Thyssen-Hütte. Band 2: 1926–1966. Econ, Düsseldorf 1969.
- Hrsg. mit Karl-Heinz Manegold: Quellen zur Geschichte der industriellen Revolution. Musterschmidt, Göttingen 1966.
- Achse, Rad und Wagen. 5000 Jahre Kultur- und Technikgeschichte. Hrsg. im Auftrag der Bergischen Achsenfabrik Fr. Kotz & Söhne in Wiehl, Bruckmann, München 1965.
- Deutsche Geschichte von 1713 bis 1806 […]. Berlin 1957 (= Sammlung Göschen. Band 39).
- Deutsche Geschichte. Von den Anfängen bis zum Ende des 2. Weltkrieges. Kröner, Stuttgart 1958. Weitere bearbeitete Auflagen z. B. die 5. Auflage 1978 mit dem Untertitel Von den Anfängen bis zum Ende der Ära Adenauer.
- Kunstraub. Über die Schicksale von Kunstwerken in Krieg, Revolution und Frieden. Droste-Verlag, Düsseldorf 1957.
- Kulturgeschichte der Schraube – Von der Antike bis zum 18. Jahrhundert. Hrsg. im Auftrag der Kamax-Werke Rudolf Kellermann in Osterode am Harz, Bruckmann, München 1955; 2. erweiterte und bis zum 20. Jahrhundert fortgeführte Auflage 1962.
- Mit den Augen ihrer Leibärzte. Von bedeutenden Medizinern und ihren großen Patienten. Mit einem Geleitwort von Heinrich Martius, Droste-Verlag, Düsseldorf 1955.
- Invasionen 1066–1944. Eine Studie zur Geschichte des amphibischen Krieges. Mittler, Darmstadt 1955.
- Der Krim-Krieg und seine Bedeutung für die Entstehung der modernen Flotten. Muster-Schmidt, Göttingen 1954 (= Göttinger Bausteine zur Geschichtswissenschaft, Bd. 18), 2. überarbeitete Auflage, Mittler, Herford 1980.
- Wirtschaft und Politik 1933–1945. Dokumente mit verbindendem Text. Unter Mitarbeit von Günther Frede, Hahn, Hannover 1952 (= Beiträge zur Geschichte der jüngsten Vergangenheit, Heft 4; Schulverwaltungsblatt für Niedersachsen, 1952, H. 11; Beiträge zum Geschichtsunterricht, Band 30), Albert Limbach, Braunschweig 1953.
- Illustrierte Kulturgeschichte des Alltags. Oldenbourg, München 1952.
- Deutsche Geschichte im 19. Jahrhundert. Politik, Wirtschaft, Kultur. Schöningh, Würzburg 1946.
- Maria Sibylla – Der Lebensroman der deutschen Künstlerin und Forscherin Maria Sibylla Merian. Biographischer Roman mit Hildegard Treue, Volksverband der Bücherfreunde, Weigweiser-Verlag, Berlin 1942.
- Kleine Kulturgeschichte des deutschen Alltags. Rütten & Loening, Potsdam 1942.
- Wer war der ewige Angreifer, Deutschland oder Frankreich? Mit einem Vorwort von Heinrich Sohnrey (de). Deutsche Landbuchhandlung, Berlin 1940 (enthält als Schlussabschnitt das Kapitel Adolf Hitlers Verständigungswille).
- Die Eroberung der Erde. Auf den Spuren der großen Entdecker. Deutscher Verlag, Berlin 1939.
- Der Wandel der Lebenshaltung. Ein Spiegel der Zeiten und Völker. Volksverband der Bücherfreunde, Wegweiser-Verlag, Berlin 1939 (= Volksverband der Bücherfreunde. Wissenschaftliche Jahresreihe, Reihe 20, Bd. 3).
- Wirtschaftszustände und Wirtschaftspolitik in Preußen 1815–1825. Kohlhammer, Stuttgart 1937 (= Vierteljahrschrift für Sozial- und Wirtschaftsgeschichte (de), Beiheft 31).
- Die deutsche Landwirtschaft zur Zeit Caprivis und ihr Kampf gegen die Handelsverträge. Hannover 1933 (Zugleich: Universität Berlin, Philosophische Dissertation).